# 中野木
中野木（なかのき、なかのぎ）は千葉県船橋市にある地名である。現行行政地名は中野木一丁目および中野木二丁目。郵便番号は274-0826。

## 概要
「のぎ」「のき」は侵食崖を意味し、「谷の中ほどの急傾斜地」ということでつけられたといわれているが、「のぎ」「のき」が屋敷背後の山や丘を意味するという解釈もできるため、詳しい由来はあまりよく分かっていない。もともと上飯山満村の一部で、戦後まもない頃まで「仲ノ木」という集落が広がっていた。中野木川流域なので田が広がっていたが現在は住宅地が主流である。
1955年（昭和30年）1月1日実施の船橋市による旧二宮町地区の町名設定の際、それまでの大字上飯山満のうち当時の国鉄総武本線に近い南部の一部地域が独立する形で「中野木町」が誕生した。
1989年（平成元年）2月1日付で中野木町に宮本町6丁目の残部を加え住居表示を実施。新たに「中野木1・2丁目」を設定した。
隣接地域には、前述の上飯山満村に由来する飯山満町2丁目をはじめ、時計回りに前原西・東船橋・駿河台がある。

## 世帯数と人口
2017年（平成29年）11月1日現在の世帯数と人口は以下の通りである。
| 丁目         | 世帯数    | 人口    |
| ------------ | --------- | ------- |
| 中野木一丁目 | 1,067世帯 | 2,330人 |
| 中野木二丁目 | 811世帯   | 2,011人 |
| 計           | 1,878世帯 | 4,341人 |

## 小・中学校の学区
市立小・中学校に通う場合、学区は以下の通りとなる
| 丁目         | 番地 | 小学校               | 中学校             |
| ------------ | ---- | -------------------- | ------------------ |
| 中野木一丁目 | 全域 | 船橋市立中野木小学校 | 船橋市立前原中学校 |
| 中野木二丁目 | 全域 | 船橋市立中野木小学校 | 船橋市立前原中学校 |

## 文化財

### 市指定
- 中野木の辻切り ※船橋市指定無形民俗文化財

## 主な施設
- 八坂神社（1丁目）
- 船橋市立中野木小学校（2丁目）
- 船橋市立前原中学校（2丁目）

### 大型店
- ピーシーデポコーポレーション船橋店 ※所在地としては駿河台になる

## 交通

### 道路
一般国道
- 国道296号（成田街道・佐倉街道）

県道
- 主要地方道
  - 千葉県道8号船橋我孫子線（船取線）

※（）内は道路の旧呼称。

### 鉄道
地区内には鉄道は通っていない。最寄駅は次のとおり。
- 京成電鉄前原駅
- JR東船橋駅・津田沼駅

## 河川
菊田川水系
- 中野木川